# Konstantinos Kephalas
Konstantinos Kephalas (Κεφαλᾶς) war im Jahr 917 wahrscheinlich „Protopapas“, oberster geistlicher Würdenträger am byzantinischen Kaiserhof. Als literarisch Gebildeter und Gelehrter spielte er eine herausragende Rolle für die Erhaltung und Überlieferung der antiken griechischen Epigrammdichtung.
Um das Jahr 900 vereinigte er, vielleicht im Auftrag Kaiser Leos VI., die ihm erreichbaren Sammlungen griechischer Epigramme, darunter den Kranz des Meleagros, den Kranz des Philippos und den Kyklos des Agathias, und ergänzte diesen Bestand, unter anderem durch die Sammlung metrischer Inschriften. Diese Anthologie des Kephalas, die im Original nicht erhalten ist, bildete den Grundstock für die Sammlung der Anthologia Palatina, die ein späterer Redaktor mit weiteren Ergänzungen anfertigte. Auch die Anthologie des Planudes geht auf die Sammlung des Kephalas zurück.